# Estación Toden-Zōshigaya
La estación Toden-Zoshigaya (都電雑司ヶ谷停留場 Toden-Zōshigaya-teiryūjō?) de la línea Toden Arakawa, pertenece al único sistema de tranvías de la empresa estatal Toei, y está ubicada en el barrio especial de Toshima, en la prefectura de Tokio, Japón. Hasta 2008, llamada Zōshigaya; momento en el cual abrió la estación Zōshigaya de la línea Fukutoshin y se cambió su denominación.

## Sitios de interés
- Cementerio de Zoshigaya
- Santuario Iko Inari
- Santuario Otori
- Museo de la antigua misión de Zoshigaya